# 魔風恋風
『魔風恋風』（まかぜこいかぜ）は、小杉天外の長編小説。1903年（明治36年）2月25日から9月16日まで、『読売新聞』で連載。

## 概要
当時の男女学生の風俗が描かれた悲恋物語。本作は流行歌の歌詞にもなり、トレンディ小説として話題を呼んだとも考えられる。
1905年には劇化もされており、新聞の再販という異例の現象が起こるなど、非常に人気があったが、今日では通俗小説として、考察される機会に乏しい。1950年代に岩波文庫に収録された。

## あらすじ
並外れた美貌と才智の持ち主である女学生の萩原初野は、自転車事故を起こして全治三週間の怪我を負い入院する。しかし、妾腹の初野は故郷で家督を継いだ兄と折り合いが悪く、学費として月ごとに決められた額以外の援助を一切受けられなかったため、強引に退院してしまう。
そこへ、初野の下宿のおかみから彼女の評判を聞いていた画学生の殿井恭一が援助を申し出、初野は迷った末に借金として金を受け取るが、入院費は既に何者かによって支払われていた。
殿井の申し出に下心があって、誇りを傷つけられたと感じた初野はおかみを通じて返金するも、そこへ母を同じくする妹のお波が金を持ち出して出奔して来たのがもとで、学費も停止された状態で姉妹二人生活することを余儀なくされる。
初野は義理の姉妹とも認め合う親友の子爵令嬢・夏本芳江に相談に赴くが、子爵婦人は、子爵の養子で芳江の許嫁でもある東吾との仲を疑う噂があるのを聞いていたうえ、初野が子爵に挑まれた後の姿を見咎めたため、初野は芳江と会うことすらままならなくなる。
初野は自身が卒業するまでの辛抱としてお波を奉公に出し、自身は極限まで切り詰めた生活を送ったことで脚気に罹ってしまう。
いよいよ困窮した初野は殿井を頼ろうとするが、東吾の写真を見ると翻意し、さらに東吾に殿井との関係を誤解されていると知ると、その疑いを晴らすべく下宿を引き払い、お波も呼び寄せて家を借り、自炊を始める。
一方東吾は、実家で初野との関係を取り沙汰されるとそれを認め、初野にも入院費を支払ったのが自分であることと、彼女への恋情を告白する。このため東吾と芳江は離縁騒ぎとなり、初野は東吾の想いを受け容れつつも芳江のことを心配していたが、芳江は離縁に至りそうな状況の仔細を知らないまま家を逃げ出し、初野を頼る。
切迫している芳江のことを相談すべく、初野は東吾の隠れている家へ赴くが、子爵婦人と東吾の実の両親が東吾を説諭している場面に出くわし、東吾が芳江との復縁を懇願するのを立ち聞きしてしまう。
東吾たちが自分をまったく軽んじているのに憤った初野は、東吾が今夜中に芳江を連れ戻すと請合ったため、芳江には東吾は予てより投宿している房州に戻ったのだと偽り、芳江を房州へと差し向ける。
しかし翌朝、初野は芳江からの東吾への思いが果たされねば二度と帰らないという、形見として指輪の同封された遺書を受け取る。初野は人力車を走らせまさに乗船しようとする芳江に追いつくと、嘘をついていたことを詫びるが、衝心を起こして倒れ、病院に運ばれる。そして芳江と駆けつけた東吾の手を握り合わせると、「お二人とも何卒……」と言いかけて息を引き取った。
その後、お波は殿井の世話で学校に通い、芳江は葬式で気絶するも快復し、その年の十月には東吾と結婚するということであった。